# گولیشوو
گولیشوو (به لاتین: Goliszów) یک روستا در لهستان است که در گمینا خوینوو واقع شده‌است. گولیشوو ۷۷۰ نفر جمعیت دارد.